# Milton, Ontario

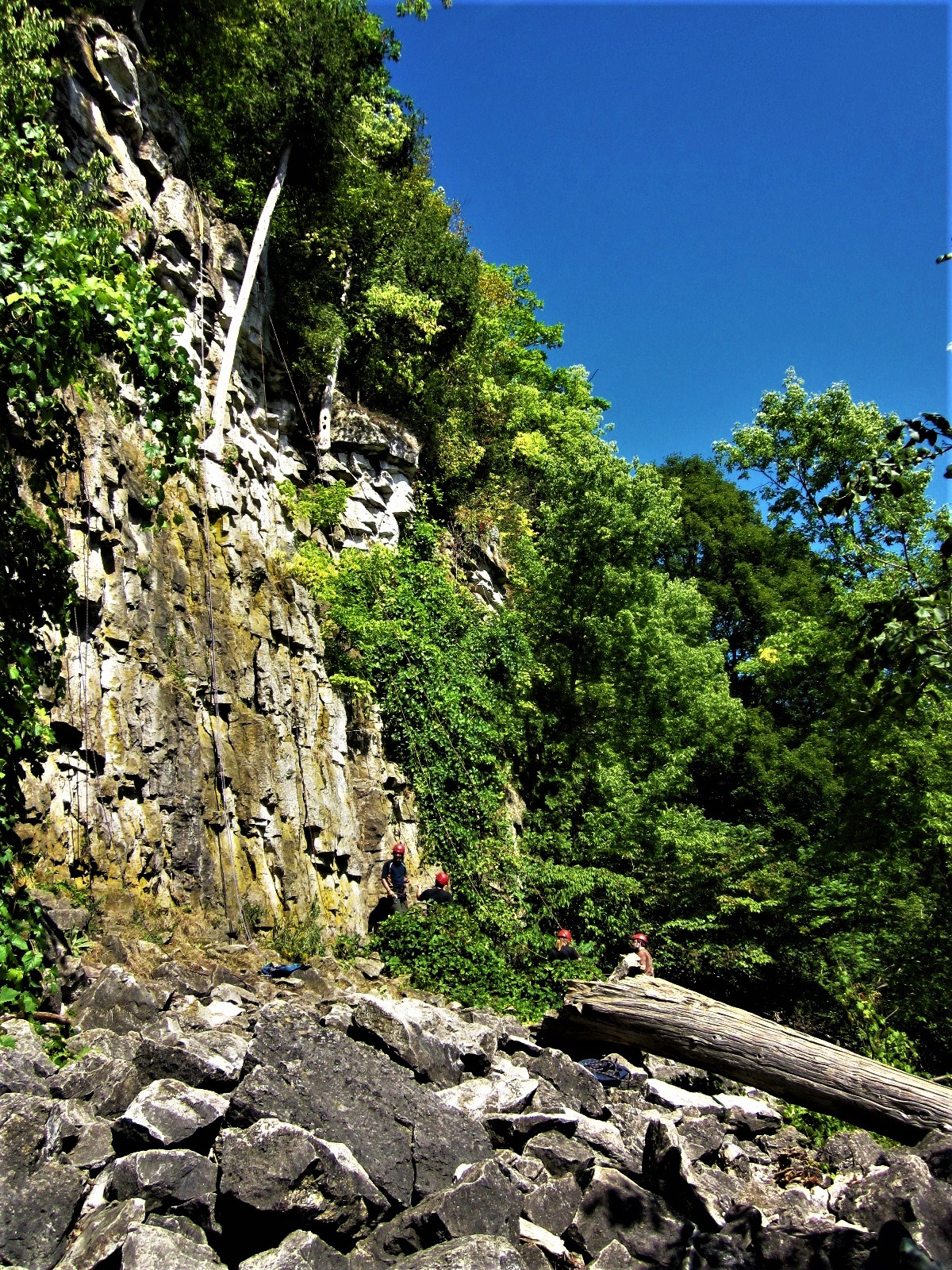
Rattlesnake Point, Milton

Milton är en ort och kommun (town) i den kanadensiska provinsen Ontario. Den ligger i Halton Region, i den sydöstra delen av landet, 400 km sydväst om huvudstaden Ottawa. Antalet invånare i kommunen var 132 979 vid folkräkningen 2021, varav 124 579 i tätorten.